# Football Club Groningen 2003-2004
Questa voce raccoglie le informazioni riguardanti il Football Club Groningen nelle competizioni ufficiali della stagione 2003-2004.

## Rosa
Fonte:
| N. |                               | Ruolo | Calciatore             |
| -- | ----------------------------- | ----- | ---------------------- |
| 12 | Paesi Bassi (bandiera)        | P     | Roy Beukenkamp         |
| 1  | Paesi Bassi (bandiera)        | P     | Jeroen Lambers         |
| 30 | Paesi Bassi (bandiera)        | P     | Bas Roorda             |
| 4  | Paesi Bassi (bandiera)        | D     | Kurt Elshot            |
| 15 | Svezia (bandiera)             | D     | Mathias Florén         |
| 14 | Suriname (bandiera)           | D     | Ray Fränkel            |
| 9  | Macedonia del Nord (bandiera) | D     | Mile Krstev            |
| 3  | Paesi Bassi (bandiera)        | D     | Arnold Kruiswijk       |
| 13 | Paesi Bassi (bandiera)        | D     | Melchior Schoenmakers  |
| 21 | Paesi Bassi (bandiera)        | D     | Valéry Sedoc           |
| 5  | Paesi Bassi (bandiera)        | D     | Antoine van der Linden |
| 30 | Paesi Bassi (bandiera)        | D     | Regillio Vrede         |
| 24 | Paesi Bassi (bandiera)        | D     | Kristian Westerveld    |

| N. |                        | Ruolo | Calciatore         |
| -- | ---------------------- | ----- | ------------------ |
| 23 | Islanda (bandiera)     | C     | Jóhannes Harðarson |
| 6  | Brasile (bandiera)     | C     | Hugo               |
| 7  | Paesi Bassi (bandiera) | C     | Paul Matthijs      |
| 25 | Paesi Bassi (bandiera) | C     | Arvid Smit         |
| 8  | Paesi Bassi (bandiera) | C     | Sander van Gessel  |
| 28 | Paesi Bassi (bandiera) | C     | Mark Veldmate      |
| 39 | Curaçao (bandiera)     | A     | Shutlan Axwijk     |
| 18 | Belgio (bandiera)      | A     | Chris De Witte     |
| 19 | Paesi Bassi (bandiera) | A     | Martin Drent       |
| 26 | Austria (bandiera)     | A     | Rolf Landerl       |
| 10 | Paesi Bassi (bandiera) | A     | Brian Pinas        |
| 27 | Sudafrica (bandiera)   | A     | Glen Salmon        |
| 20 | Paesi Bassi (bandiera) | A     | Ignacio Tuhuteru   |